# Moosberg (Murnauer Moos)
Moosberg byl skalnatý výběžek v Murnauer Moos u Ohlstadtu, který měl podle topografické mapy z roku 1936 výšku 659 m n. m. a vyčníval tak 32 metrů nad okolní terén. Osídlen byl již v římských dobách, konkrétně se předpokládá, že se zde nacházela osada Coveliacae (v Tabula Peutingeriana zaznamenána jako Coveliacas), od roku 1930 byla vytěžena do hloubky za účelem těžby štěrku pro železniční trať. Dnes se na jejím místě nachází Nové Moosberské jezero.
Na obraze "Das Moos" od Maxe Beckmanna z roku 1934 je zobrazený dnes již odstraněný Moosberg.